# Millidgella trisetosa
Millidgella trisetosa är en spindelart som först beskrevs av Alfred Frank Millidge 1985.  Millidgella trisetosa ingår i släktet Millidgella och familjen täckvävarspindlar. Inga underarter finns listade i Catalogue of Life.